# هینون
هینون (به سوئدی: Henån) یک منطقهٔ مسکونی در سوئد است که در بخش اوروست واقع شده‌است. هینون ۱٫۹۸ کیلومتر مربع مساحت و ۱٬۸۱۶ نفر جمعیت دارد.